# Оноцька сільська рада
| Оноцька сільська рада — колишній орган місцевого самоврядування у Виноградівському районі Закарпатської області з адміністративним центром у с. Онок. Сільській раді підпорядковані населені пункти: - с. Онок |

## Склад ради
Рада складається з 26 депутатів та голови.

## Керівний склад сільської ради
| ПІБ                      | Основні відомості                                                               | Дата обрання | Дата звільнення |
| ------------------------ | ------------------------------------------------------------------------------- | ------------ | --------------- |
| Онисько Михайло Іванович | Сільський голова, 1961 року народження, освіта, безпартійний                    | 26.03.2006   | 31.10.2010      |
| Онисько Михайло Іванович | Сільський голова, 1961 року народження, освіта середня спеціальна, безпартійний | 31.10.2010   |                 |

Примітка: таблиця складена за даними джерела

## Населення
Згідно з переписом УРСР 1989 року чисельність наявного населення сільської ради становила 3028 осіб, з яких 1505 чоловіків та 1523 жінки.
За переписом населення України 2001 року в сільській раді мешкала 3081 особа.

### Мова
Розподіл населення за рідною мовою за даними перепису 2001 року:
| Мова       | Відсоток |
| ---------- | -------- |
| українська | 99,61 %  |
| російська  | 0,36 %   |